# Malawi világörökségi helyszínei
Malawi területéről eddig két helyszín került fel a világörökségi listára, hat helyszín a javaslati listán várakozik a felvételre.
| | Malawi-tó Nemzeti Park |
| 1984 |                        |
| Természeti (VII)(IX)(X) |                        |
| Védett terület: 9 400 ha, hivatkozás: 289 |                        |
| Az 500 kilométer hosszú és 50 kilométer széles Malawi-tó déli csücskénél elhelyezkedő védett terület az első olyan nemzeti park, amelyet a halak megóvásának érdekében hoztak létre. 1980-ban létesítették, területe 100 négyzetkilométer, részei a Maclear-fok, a partvonal három szakasza, tizenkét sziget és a tónak a part felőli oldala. A tó a Föld harmadik legmélyebb tava, mélysége egyes helyeken eléri a 700 métert. Tizennégy folyó táplálja, és három országgal (Tanzánia, Malawi és Mozambik) határos. A nemzeti park több száz, nagyrészt endemikus halfaj otthona, ezért a térség rendkívül fontos az evolúció tanulmányozásának szempontjából is. A park madárvilága is jelentős (kormoránok, rétisasok), az emlősök között pedig vízilovak, varacskos disznók esetenként elefántok fordulnak elő. A hüllők közül leggyakoribbak a krokodilok és a varánuszfajok. A terület régóta lakott, a feltárt régészeti leletek egy része a 4. századra datálható. Később a Maclear-fok környéke az elefántcsont- és a rabszolga kereskedelem egyik központjává vált. A tó közelében élő emberek fő bevételi forrása mindig is a halászat volt, amihez hosszú, kivájt csónakokat használtak. |                        |

| | Chongoni sziklarajzai |
| 2006 |                       |
| Kulturális (III)(VI) |                       |
| Védett terület: 12 640 ha, hivatkozás: 476 |                       |
| Az ország központ fennsíkján meredek lejtők, kisebb Gránithegyek és völgyek között 127 helyen láthatók sziklarajzok, amelyek esetenként ingatag gránittömbökön találhatók. Ezen a 126 négyzetkilométeren elterülő lelőhely-együttesen található Közép-Afrika legnagyobb sziklarajz koncentrációja. A rajzok több száz éven keresztül következetesen fenntartott kulturális hagyományokról vallanak. Évezredeken keresztül vésték a sziklába, a legkorábbiak a késő kőkorszakra a legkésőbbiek a 20. századra datálhatók. A korábbi rajzok piros színűek ezek a batwák idejéből származnak. Ez egy vadászó-gyűjtögető pigmeus nép volt, amelyik a kőkorszak végén telepedett le a környéken. A későbbi, fehér rajzok a vaskortól készültek, és egy helyi földművelő néppel a csevákkal hozható kapcsolatba. A korai rajzok állatokat, embereket és geometriai formákat jelenítettek meg, míg a csevákhoz kötődő ábrázolások egy része szimbólum, ami erősen kötődik a női nemhez. A fehér rajzokat gyakran közvetlenül a korábbi piros rajzok fölé készítették el és ma is jelentősek a csevák számára. |                       |

## Elhelyezkedésük
| Chongoni sziklarajzai Malawi-tó |

## Javasolt helyszínek
| Név                                                  | Kép | Típus      | Kritérium           | Év   | Hiv. |
| ---------------------------------------------------- | --- | ---------- | ------------------- | ---- | ---- |
| Khulubvi és mbona eső-szentélyek                     |     | kulturális | III, V              | 2011 |      |
| A Chilwa-tó mocsárvidéke                             |     | természeti | IX, X               | 2011 |      |
| Malawi rabszolgaút és Dr. David Livingstone útvonala |     | kulturális | III, IV             | 2011 |      |
| Vwaza Marsh Vadrezervátum                            |     | vegyes     | III, V, VIII, IX, X | 2011 |      |
| Mulanje-hegység bioszféra rezervátum                 |     | természeti | X                   | 2000 |      |
| Nyika Nemzeti Park                                   |     | vegyes     | -                   | 2000 |      |